# غريغ هيثيرنغتون
غريغ هيثيرنغتون هو لاعب كرة قدم كندية كندي، ولد في 10 مايو 1983 في تورونتو في كندا.